# Прем
Прем (њем. Prem) општина је у њемачкој савезној држави Баварска. Једно је од 34 општинска средишта округа Вајлхајм-Шонгау. Према процјени из 2010. у општини је живјело 864 становника. Посједује регионалну шифру (AGS) 9190143.

## Географски и демографски подаци
Прем се налази у савезној држави Баварска у округу Вајлхајм-Шонгау. Општина се налази на надморској висини од 733–859 метара. Површина општине износи 15,9 km². У самом мјесту је, према процјени из 2010. године, живјело 864 становника. Просјечна густина становништва износи 54 становника/km².